# Dalimír Hajko
Dalimír Hajko (* 5. července 1944 Mýtna) je slovenský vysokoškolský pedagog, filozof, kulturolog, literární kritik a esejista. Publikuje pro Slovenské pohledy, Filozofii, Literární týdeník a další periodika. Je členem Spolku slovenských spisovatelů. Je představitelem tzv. nitranské kulturologické školy, kterou tvoří spolu s Peterem Libou a Vincentem Šabíkem. Je nositelem Světové ceny za humanismus za rok 2022, kterou uděluje Ohrid Academy Of Humanism. Také je nositelem nejvyšší Ceny Matice slovenské, která mu byla udělena při příležitosti 160. výročí založení.

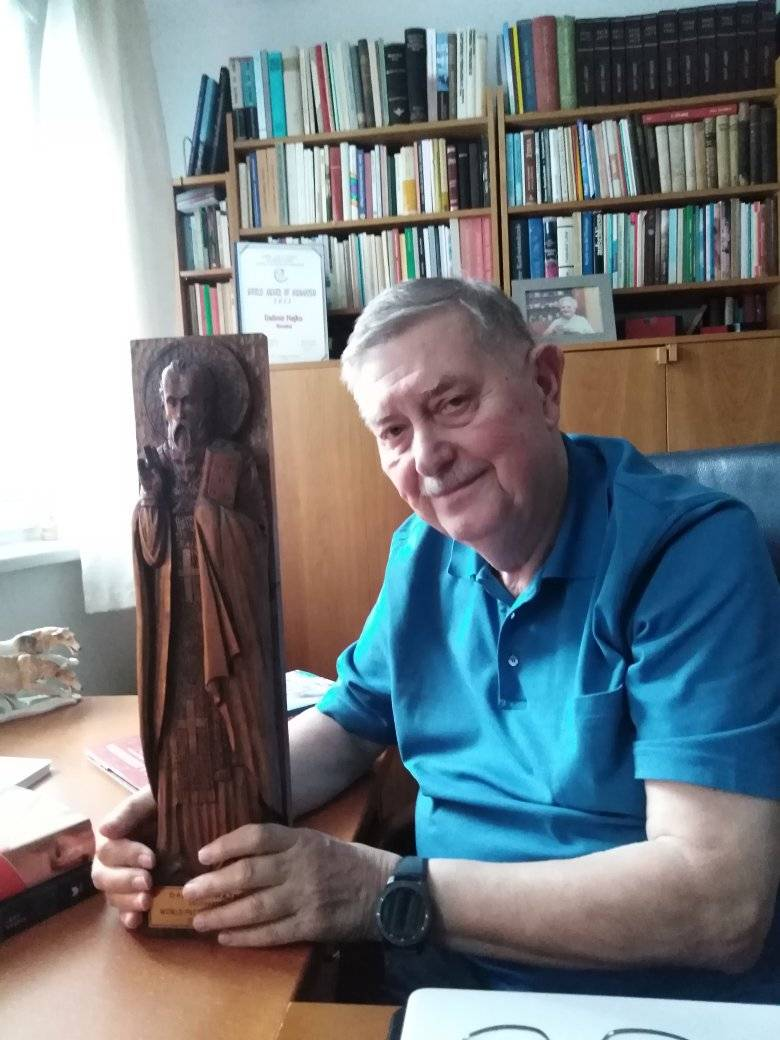
Profesor Dalimir Hajko, DrSc. drží významné ocenění World Award of Humanism

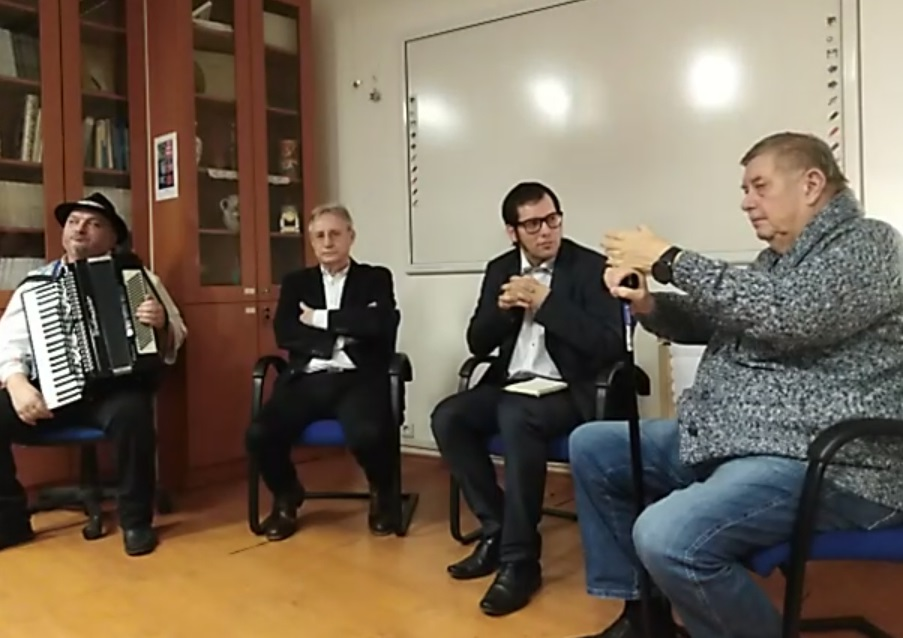
Profesoři Jozef Leikert a Dalimír Hajko na akci Matice slovenské a Spolku slovenských spisovatelů Kulturologický večer

Do činnosti Dalimír Hájka patří oblast umění, náboženství, sociální skutečnosti, viděné v polohách myšlení a zároveň v horizontu rozličných kultur; existencialistická a marxistická filosofie a také problematika slovenských národních buditelů.
Působil jako vedoucí vědecký pracovník Ústavu filozofie a sociologie Slovenské akademie věd, Ústavu slovenské literatury SAV, byl v předsednictvu SAV, v Slovenském rozhlase a v Národním literárním centru. Působil také jako samostatný vědecký pracovník na Filozofické fakultě UKF a na Žilinské univerzitě.
V roce 2018 získal Cenu slovenských pohledů za historii a cenu Slovenského národních novin za literární kritiku. V roce 2019 získal cenu Egona Erwina Kische.

## Životopis
Narodil se v Mýtnej v rodině bratislavského knihkupce Josefa Hajka. Od útlého dětství žil v Bratislavě, kde vychodil základní školu a v roce 1961 odmaturoval na gymnáziu. Po maturitě rok pracoval jako asistent režie v Československém rozhlase v Bratislavě, pak se zapsal ke studiu filozofie a slovenštiny na Filozofické fakultě Univerzity Komenského. Studium ukončil v roce 1967.
Přednášel na Univerzitě Komenského v Bratislavě, na Trnavské univerzitě, Prešovské univerzitě – a v rámci studijního pobytu i na University of Bombay.
Stal se vědeckým pracovníkem Ústavu filozofie a sociologie SAV, odkud roku 1986 přešel do Literárněvědného ústavu SAV.
V roce 1975 získal titul CSc., v roce 1987 DrSc.
Od roku 1991 byl redaktorem Slovenského rozhlasu, později vedl literárněkritický a vědecký výzkum v Národním literárním centru, kde v období 1998–1999 působil jako pověřený generální ředitel.
V letech 1995 až 1999 působil jako náměstek ředitele, krátce i pověřený generální ředitel Národního literárního centra v Bratislavě. Habilitoval se v roce 2000 a inauguroval v roce 2002 v oboru dějiny filozofie.
Působil na Filozofické fakultě v UKF v Nitře. Později působil na Žilinské univerzitě jako samostatný vědecký pracovník.
Je spolumajitelem knižního vydavatelství H & H a působil i v prezídiu Sdružení vydavatelů a knihkupců SR.

## Citáty
| „ | Umenie má za úlohu vytvoriť z človeka harmonickú bytosť, v ktorej sa snúbi krása a mravnosť. Ich vzájomné spojenie v ľudskej bytosti môže byť východiskom a predpokladom pretvárania sveta, v ktorom žijeme, na svet humanistický... | “ |
| — Dalimír Hajko. Slovenské provokácie. Bratislava: Vydavateľstvo Spolku slovenských spisovateľov, 2018, ISBN 9788081940934 | |   |

| „                                    | Pre človeka ovládaného úzkosťou neexistuje minulosť ani budúcnosť, žije len v prítomnosti, ktorá ho bezozvyšku stravuje, lebo jeho prítomnosť je svetom úzkosti. Ak jednotlivec podľahne úzkosti, nezbaví sa jej ani vo dne, keď ovplyvňuje jeho konanie, ani v noci, keď preniká do jeho snov a až kdesi na dno duše pochová radosť a štastie, nádej a pokoj, lásku a tichú vyrovnanosť. | “ |
| — Dalimír Hajko, Rozpätie dňa a noci | |   |

## Dílo

### Knihy
- Stopy v (mojej) duši, VSSS, 2022
- Príbeh kníhkupca, Slovart, 2021
- Noc hľadania, dni radosti (Nad dolnozemskou literatúrou). Báčsky Petrovec (Srbsko): Slovenské vydavateľské centrum, 2019[2]
- Básnický svet Jána Šimonoviča. Martin: Vydavateľstvo Matice slovenskej, 2019[3][4][5][6][7]
- Literatúra ako existenciálna komunikácia. Bratislava: Vydavateľstvo Spolku slovenských spisovateľov, 2019[3][8][9]
- Slovenské provokácie. Bratislava: Vydavateľstvo Spolku slovenských spisovateľov, 2018[3][10][11]
- Literatúra faktu Jozefa Leikerta. Bratislava: Veda, 2018 [3][12][13]
- On Kierkegaard in Contemporary Indian Philosophical Thinking. Toronto and Ljubljana: Kierkegaard Circle, Trinity College, University of Toronto, & Central European Research Institute Soeren Kierkegaard Ljubljana, Slovenia KUD Apokalipsa, Slovenia, 2018[14][15][16]
- Básnický svet Jozefa Leikerta. Bratislava: Veda, 2017[17]
- Antické provokácie. Bratislava: Vydavateľstvo Spolku slovenských spisovateľov, 2018
- Dozrievanie do skutočnosti a dozrievanie do sna. O súčasnej slovenskej vojvodinskej poézii. Báčsky Petrovec: Slovenské vydavateľské centrum, 2013[18]
- Existencia v kríze. EDIS, 2016
- Július Madarás (kazateľ, humanista, človek). Liptovský Mikuláš: Tranoscius, 2012
- Vrúcnosť a čin (Kierkegaardovské meditácie). Bratislava: Hajko & Hajková, 2012
- Úvod do indickej filozofie. Bratislava: Hajko & Hajková, 2008[19][20]
- Filozofické návraty a vízie. Bratislava: Iris, 2007
- Globalizácia a kultúrna identita. Nitra: Univerzita Konštantína Filozofa v Nitre, 2005
- Rozjímanie o Veľkom inkvizítorovi (Ján Tužinský, Andrej Červeňák, Miloš Ferko, Dalimír Hajko, Roman Michelko). Bratislava: Vydavateľstvo Spolku slovenských spisovateľov, 2005[21]
- Päťdesiat rokov slovenskej poézie. Nitra: Univerzita Konštantína Filozofa, 2004
- Ján Stacho. Bratislava: Národné literárne centrum, 1998
- Existencia v literatúre. [S.l.] : Ofprint, 1996
- Rozpätie dňa a noci. Bratislava: Hajko & Hajková, 1992
- Okamihy poézie: Marginálie k súčasným slovenským a českým básnikom. Bratislava: Slovenský spisovateľ, 1990
- Program a tvorba: štúdie o socialistickom realizme. Bratislava: Slovenský spisovateľ, 1989
- Tvorcovia veľkých myšlienok. Bratislava: Smena, 1988
- Dejiny filozofického myslenia na Slovensku I. (Viktor Timura, Dalimír Hajko, Richard Marsina, Ján Bodnár, Elena Várossová, Július Sopko, Zuzana Paľovičová, Teodor Münz). Bratislava: VEDA, 1987
- Začiatky marxistickej filozofie na Slovensku. Bratislava: Pravda, 1986
- Človek v socialistickej spoločnosti. Bratislava: Smena, 1983
- Filozofia a socialistická kultúra. Bratislava: Veda, 1979
- Sondy. Bratislava: Smena, 1977
- Niekoľko inšpirácií. Bratislava: Slovenský spisovateľ, 1976
- Rozpätie dňa. Bratislava: Smena, 1975

### Studie, články, kritiky
- Sedem viet o siedmich knihách. In: Slovenské pohľady. Roč. IV+135, č. 2, 2019
- Viliam Turčány: Dar. In: Slovenské pohľady. Roč. IV.+135, č. 2, 2019
- Horúčka práce a pretrhnutý sen. In: Slovenské pohľady. Roč. IV.+134, č. 2, 2018
- Sedem viet o siedmich knihách. In: Slovenské pohľady. Roč. IV.+134, č. 12, 2018
- Jozef Špaček : Pascalov tieň. In: Slovenské pohľady. Roč. IV.+134, č. 6, 2018
- Láska a nenávisť, humor i radosť zo života. In: Literárny (dvoj)týždenník. Roč. XXX, č. 39-40, 2017
- Sedem viet o siedmich knihách. In: Slovenské pohľady. Roč. IV.+133, č. 11, 2017
- Wilmon Henry Sheldon a jeho „syntéza filozofií“. In: FILOZOFIA, 2016, roč. 71
- Jarmila Jurová: Pohľad do filozofie a etiky nového komunitarizmu. In: Slovenské pohľady. Roč. 130, č. 5, 2014
- Kríza moci - filozofické východiská. In: „Súčasná spoločenská kríza a jej negatívne prejavy“ s dôrazom na vedomie a správanie mladých príslušníkov ozbrojených síl a ozbrojených bezpečnostných zborov. Bratislava: Akadémia Policajného zboru, 2014
- Indická filozofia na prelome tisícročí. In: FILOZOFIA, 2014, roč. 69, č. 9
- Interdisciplinárne uvažovanie o smrti. In: FILOZOFIA, 2014, roč. 69, č. 9
- Michal Bíreš: Juliette. In: Slovenské pohľady. Roč. 129, č. 3, 2013
- Peter Ondrejkovič – Jana Majerčíková: Vysvetlenie, porozumenie a interpretácia v spoločenskovednom výskume. In: Sociológia, 2013
- Uplatnenie policajnej etiky vo výkone policajnej služby. In: Policajná teória a prax, 2012
- Martin Prebudila: Takmer o ničom. In: Slovenské pohľady. Roč. IV.+128., č. 12, 2012
- Peri adoleschias – De garrulitate. In: Slovenské pohľady. Roč. IV.+128., č. 10, 2012
- Identita ako sebavyjadrenie. In: Slovenské pohľady. Roč. IV.+128., č. 7-8, 2012
- Sloboda a zodpovednosť vo filozofickej tradícii na Slovensku. In: Slovenské pohľady. Roč. IV.+127, č. 3, 2011
- „Náboženstvo ducha“ v období globalizácie a dialógu kultúr. In: Slovenské pohľady. Roč. (4)126, č. 4, 2010
- Pražská konferencia o národnej identite Slovákov. In: Kontexty kultúry a turizmu. č. 2, 2008, s. 44-45
- Téma smrti v denníkových úvahách Pavla Straussa. In: (Ne)naplnený čas Pavla Straussa (Jozef Leikert a kol.). Nitra : Kulturologická spoločnosť, 2006
- Prežívanie ako existenciálna situácia. In: Slovenské pohľady. Roč. IV.+122., č. 6, 2006
- Globalizácia moci ako rozklad nádeje. In: Slovenské pohľady. Roč. IV.+122., č. 5, 2006
- Etické postoje a iniciatívy v slovenskej literatúre prvej polovice 20. storočia. In: Slovenské pohľady. Roč. IV.+122., č. 2, 2006
- Úvod. In: Pominuteľnosť (Jozef Leikert). Bratislava: Luna, 2005
- Etické postoje a iniciatívy v slovenskej literatúre prvej polovice 20. storočia. In: Významové a výrazové premeny v umení 20. storočia. Prešov: Filozofická fakulta Prešovskej univerzity, 2005
- „Náboženstvo ducha“ v období glolizácie a dialógu kultúr. In: Časové reflexie. Nitra: Univerzita Konštantína Filozofa; Kulturologická spoločnosť, 2005
- Kvačala a Campanella. In: Ján Kvačala otec modernej komeniológie. Bratislava: Univerzita Komenského, 2005
- Platónov svet tieňov. In: História. Roč. 5, č. 3, 2005
- Pytagoras zo Samu. In: História. Roč. 4, č. 9 – 10, 2004
- Sarvepalli Rádhakrišnan a "náboženstvo ducha". In: FILOZOFIA, 2004, roč. 59
- Záujem a napätie v Ballekovom románe pomocník. In: Literárne dielo Ladislava Balleka. Banská Bystrica: Univerzita Mateja Bela, 2003
- Etika a právo v diele Štefana Marka Daxnera. In: Acta Nitriensiae, č. 4, 2001
- Doslov. In: Dhammapadam : Buddhove slová múdrosti, 2000
- Básnik hudby: k 250. výročiu úmrtia Johanna Sebastiana Bacha. In: Cirkevné listy. Roč. 113, č. 9, 2000
- Existenciálny rozmer modlitby. In: Kultúra. Roč. 3, č. 10, 2000
- Poetické inšpirácie z časopisu Nový život : (k päťdesiatemu výročiu založenia). In: Slovenské pohľady. Roč. 4+115, č. 12, 1999
- Tri knihy evanjelických básnikov. In: Kultúra. Roč. 1, č. 4, 1998
- Únik do snenia. In: Slovenské pohľady. Roč. 4+113, č. 11, 1997
- Samota ako spôsob života. In: Literárny týždenník. Roč. 10, č. 40, 1997
- Východiskové pozície. In: Literárny týždenník. Roč. 10, č. 26, 1997
- Slovenská poézia 1995. In: Dotyky. Roč. 8, č. 3, 1996
- Kuzmányho odkaz dnešku. In: Cirkevné listy. Roč. 109 (120), č. 11, 1996
- Anatómia samoty. In: Literárny týždenník. Roč. 8, č. 22, 1995
- Kresťanská filozofia. In: Slovenské pohľady, 1995
- Karl Jaspers a pojem tragickosti. In: Slovenské pohľady, 1995
- Neuveriteľné osudy kňaza Pilárika. In: Slovenka. Roč. 45, č. 32, 1993, s. 14
- Martin Heidegger a pojem svedomia. In: Slovenské pohľady, 1993
- Ideológia a utópia. In: Knižná revue. Roč. 2, č. 19, 1992, s. 7
- Nadrealistické reminiscencie. In: Knižná revue. Roč. 2, č. 1, 1992, s. 7
- Martin Rázus o malom národe. In: Slovenské národné noviny. Roč. 2, č. 16, 1991, s. 8
- Contemporary Indo-Anglian Poetry: Two Remarks. In: Asian and African studies 26. Bratislava: Veda, 1991
- Tobiáš Masník. In: Cirkevné listy, 1990
- Karl Jaspers a pojem tragična. In: FILOZOFIA, 1990
- Literatúra a filozofia v diele Jeana-Paula Sartra. In: Romboid. Roč. 25, č. 5, 1990, s. 3-9
- Soren Kierkegaard a literatúra ľudskej existencie. In: Romboid. Roč. 25, č. 2, 1990, s. 71-82
- Fenomenológia a „nový román“. In: Literárny týždenník. Roč. 3, č. 7, 1990, s. 3
- Doslov. In: Akordy krvných strún, 1990
- Čas a podoby poznania: Na besede v Literárnovednom ústave SAV. In: Literárny týždenník. Roč. 2, č. 38, 1989, s. 3 a 12
- Martin Heidegger o básnikovi a básnickom diele : (K stému výročiu narodenia mysliteľa.). In: Slovenská literatúra. Roč. 36, č. 5, 1989, s. 393-405
- Vidieť tak všetko odrazu. In: Romboid. Roč. 24, č. 5, 1989, s. 64-65
- Demokratizovať a kultivovať duchovné hodnoty: (Rozhovor s Jánom Štrasserom). In: Romboid. Roč. 24, č. 1, 1989, s. 21-26
- Je potrebná všeobecná teória kultúry? In: FILOZOFIA, 1989
- Vidieť tak všetko odrazu. In: Romboid. Č. 12, 1988, s. 64-65
- Postihnúť vedomie súvislostí (Dalimír Hajko, Peter Jaroš). In: Romboid. Roč. 22, č. 12, 1987, s. 4-7
- Rozhovor s Vojtechom Kondrótom. In: Slovenské pohľady. Roč. 103, č. 12, 1987, s. 13-18
- Rozhovor s Rudolfom Čižmárikom In: Slovenské pohľady. Roč. 103, č. 11, 1987, s. 18-22
- Historické reflexie (Hajko, Viktor Timura). In: Pravda. Roč. 68, č. 252 (27. 10. 1987), s. 5
- Rozhovor s Alexandrom Halvoníkom. In: Slovenské pohľady. Roč. 103, č. 10, 1987, s. 12-19
- Rozhovor s Ladislavom Ballekom. In: Slovenské pohľady. Roč. 103, č. 7, 1987, s. 2-5
- So zodpovednosťou i rizikom : (Rozhovor so Štefanom Strážayom.). In: Romboid. Roč. 22, č. 8, 1987, s. 29-31
- Východiská literárnej kritiky. In: Pravda. Roč. 68, č. 194 (20. 8. 1987), s. 5
- Aktuálne problémy literárnovedného výskumu v oblasti teórie literatúry. In: Slovenská literatúra. Roč. 34, č. 3, 1987, s. 220-225
- Filozofické aspekty literárnej kritiky a jej úlohy. In: Slovenské pohľady. Roč. 103, č. 4, 1987, s. 2-12
- Ján Výrostek – Viera Handzová: Pamäť pamätí. In: Romboid. Roč. 22, č. 4, 1987, s. 94-95
- Ivan Mojík: Súboj so slávikom. In: Romboid. Roč. 22, č. 4, 1987, s. 91
- Oldřich Rafaj: Báseň o Zemi. In: Romboid. Roč. 22, č. 4, 1987, s. 93-94
- Karel Sýs: Jesenné kúpanie. In: Romboid. Roč. 22, č. 4, 1987, s. 91-92
- Zygmunt Wójcik: Miláčik. In: Romboid. Roč. 22, č. 4, 1987, s. 92-93
- Poznanie trpkosti. In: Pravda. Roč. 68, č. 75 (21. 3. 1987), s. 5
- Kultúra a problémy súčasnej epochy. In: Slovenské pohľady. Roč. 103, č. 2, 1987, s. 2-6
- Výpoveď o zmysle života. In: Slovenské pohľady. Roč. 103, č. 2, 1987, s. 107-109
- Rudolf Čižmárik: Umývanie vody. In: Slovenské pohľady. Roč. 102, č. 10, 1986, s. 118-119
- Ján Majerník: Na huby šiel som. In: Slovenské pohľady. Roč. 102, č. 8, 1986, s. 127-129
- Písanie do času. In: Romboid. Roč. 21, č. 6, 1986, s. 72-74
- Štúrova reflexia marxizmu a socialistických ideí. In: Slovenská literatúra. Roč. 33, č. 1, 1986, s. 55-62
- „Nová škola“ a pokus o spojenie národného pohybu s naším robotníckym hnutím v 19. storočí. In: FILOZOFIA, 1985
- Gustáv Hupka: Rúny. In: Slovenské pohľady. Roč. 101, č. 2, 1985, s. 131
- Je taký básnik... In: Nedeľa, príloha Nového slova, č. 6, s. 7., 1985
- „Zúrodnenie človečích podstát“: Mysliteľský odkaz Ladislava Novomeského. In: Nedeľa, príloha Nového slova, č. 3, s. 6-7., 1985
- Miesto a funkcia človeka v socialistickej spoločnosti (Hajko, Vasko Kusin). In: FILOZOFIA, 1984
- Marxizmus a robotnícke hnutie na Slovensku koncom 19. a na začiatku 20. storočia. In: FILOZOFIA, 1984
- Filozofia na Slovensku v "matičných rokoch". In: FILOZOFIA, 1983
- Marxov teoretický odkaz a filozofia kultúry. In: FILOZOFIA, 1983
- Počiatky šírenia marxistickej filozofie. In: FILOZOFIA, 1982
- Andrej Plávka: Horec. In: Slovenské pohľady. Roč. 97, č. 12, 1981, s. 104-106
- Ján Šimonovič: Deti, mesto, chvenie. In: Slovenské pohľady. Roč. 97, č. 9, 1981, s. 123-124
- Ján Štrasser: Denne. In: Slovenské pohľady. Roč. 97, č. 10, 1981, s. 125-127
- Ľubomír Levčev: Strelnica. In: Slovenské pohľady. Roč. 97, č. 2, 1981, s. 153-154
- Mánik Bandjopádhjáj: Člnkár na rieke Padme. In: Romboid. Roč. 16, č. 1, 1981, s. 86-87
- Filozoficko-svetonázorové aspekty diela Jána Francisciho. In: FILOZOFIA, 1981
- Sociálnodemokratická tlač a šírenie myšlienok marxizmu na Slovensku počiatkom 20. storočia. In: FILOZOFIA, 1981
- Svetonázorová a kultúrno-výchovná funkcia filozofie. In: FILOZOFIA, 1981
- Príspevok A. Siráckého k formovaniu marxistickej teórie kultúry. In: FILOZOFIA, 1980
- Ideové a metodologické východiská výskumu dejín slovenskej filozofie. In: FILOZOFIA, 1979
- Filozoficko-svetonázorové aspekty diela Š. M. Daxnera. In: FILOZOFIA, 1979
- Filozofické problémy osobnosti v diele Ladislava Szántóa. In: FILOZOFIA, 1979
- Zamyslenie nad kultúrou (Etela Farkašová; Dalimír Hajko). In: Romboid. Roč. 14, č. 12, 1979, s. 77-79
- Poznáme kultúrne hodnoty? (Etela Farkašová; Dalimír Hajko). In: Smena. Roč. 32, č. 228, 27. 9. 1979, s. 6
- Poľský filozof o problémoch osobnosti. In: FILOZOFIA, 1978
- Neobyčajný človek. /Gercen, A. I./. In: Slovenské pohľady. Roč. 94, č. 11, 1978, s. 130-133
- Kováčik, Peter: Jablká nášho detstva. In: Slovenské pohľady. Roč. 94, č. 5, 1978, s. 119
- Pavel Koyš: Tvŕdze. In: Romboid. Roč. 12, č. 10, 1977, s. 81-83
- Bertolt Brecht: O liteartúre a umení. In: Romboid. Roč. 12, č. 7, 1977, s. 80-82
- Georg Lukács: „Historický román“: [Štúdia]. In: Slovenské pohľady. Roč. 93, č. 1, 1977, s. 139-140
- VEĽKÁ OKTÓBROVÁ SOCIALISTICKÁ REVOLÚCIA A ROZVOJ NÁŠHO FILOZOFICKÉHO MYSLENIA V 20. ROKOCH. In: FILOZOFIA, 1977
- Z DEJÍN INDICKÉHO MATERIALIZMU. In: FILOZOFIA, 1977
- PODOBY ŽENY V SLOVENSKEJ POVIEDKE. In: Slovenské pohľady. Roč. 92, č. 8, 1976, s. 121-122
- Kultúrna revolúcia a kulturné dedičstvo. In: FILOZOFIA, 1976
- ŠTÚDIA O NÁRODNEJ KULTÚRE. In: FILOZOFIA, 1976
- PROBLÉM KULTÚRNEJ HODNOTY. In: FILOZOFIA, 1976
- DEJINY FILOZOFIE A OTÁZKY KULTÚRY. In: FILOZOFIA, 1976
- FILOZOFICKÉ NÁZORY RANÉHO BUDHIZMU. In: FILOZOFIA, 1976
- KULTÚRA A CIVILIZÁCIA. In: FILOZOFIA, 1976
- SYNTETIK RABÍNDRANÁTH THÁKUR. In: Revue svetovej literatúry. Roč. 11, č. 1, 1975, s. 155-156
- Gramsciho eseje v slovenčine. In: Romboid. Roč. 10, č. 1, 1975, s. 69-70
- SOCIALISTICKÝ HUMANIZMUS A PROBLÉM TVORBY. In: FILOZOFIA, 1975
- NÁRODNÁ IDEA A INTERNACIONALIZMUS V ROZVOJI ČESKOSLOVENSKEJ SOCIALISTICKEJ SPOLOČNOSTI (Hajko, Andrej Siracký). In: FILOZOFIA, 1975
- Básnik Ľudovít Štúr. In: Slovenské pohľady. Roč. 90, č. 4, 1974, s. 133-135
- O SOCIÁLNOM SVETE ČLOVEKA. In: FILOZOFIA, 1974
- Hľadanie ľudskej radosti : (Nad poéziou Jána Smreka). In: Slovenské pohľady. Roč. 89, č. 12, 1973, s. 105-108
- ZA VALENTÍNOM BENIAKOM : : 1894-1973. In: Slovenské pohľady. Roč. 89, č. 12, 1973, s. 72-73
- PETER JAROŠ: TROJÚSMEVOVÝ MILÁČIK. In: Slovenské pohľady. Roč. 89, č. 8, 1973, s. 125-127
- ANDREJ SIRÁCKY; PROBLÉMY A PERSPEKTÍVY SOCIALIZMU. VYBRANÉ STATE. In: Slovenské pohľady. Roč. 89, č. 4, 1973, s. 136-138
- Kultúrne dôsledky vedecko-technickej revolúcie. In: Romboid. Roč. 8, č. 11, 1973, s. 21-25
- Zvláštnosti a dôsledky vedeckotechnickej revolúcie. In: Romboid. Roč. 8, č. 3, 1973, s. 65-67
- Vplyv umenia na vytváranie socialistického svetonázoru. In: FILOZOFIA, 1973
- PANORÁMA ETIKY STAROVEKÉHO VÝCHODU. In: FILOZOFIA, 1973
- ZO ŽIVOTA SLOVENSKEJ FILOZOFICKEJ SPOLOČNOSTI. In: FILOZOFIA, 1973
- ROZVOJ VÝSKUMU FILOZOFICKÝCH UČENÍ VÝCHODU V ZSSR. In: FILOZOFIA, 1973
- OBRAZ FORMOVANIA VŠESTRANNÉHO ČLOVEKA. In: FILOZOFIA, 1973
- POZNÁMKY K MARXISTICKÉMU CHÁPANIU POJMU ŠŤASTIE : : (Úvahy nad Tatarkiewiczovou štúdiou O šťastí). In: FILOZOFIA, 1973
- SOVIETSKA MONOGRAFIA O DEJINÁCH FILOZOFICKÉHO MYSLENIA VO ŠVÉDSKU. In: FILOZOFIA, 1972
- MONOGRAFIA A. F. KOROBKOVA O SPOLOČENSKO-POLITICKOM A FILOZOFICKOM MYSLENÍ INDONÉZIE. In: FILOZOFIA, 1972
- POZORUHODNÝ SOVIETSKY ZBORNÍK O EXISTENCIALISTICKEJ FILOZOFII. In: FILOZOFIA, 1972
- PREDNÁŠKA J. BODNÁRA V SLOVENSKEJ FILOZOFICKEJ SPOLOČNOSTI. In: FILOZOFIA, 1972
- IV. SOVIETSKO - ČESKOSLOVENSKÉ FILOZOFICKÉ SYMPÓZIUM V MOSKVE. In: FILOZOFIA, 1972
- KULTÚRA A VEDECKOTECHNICKÁ REVOLÚCIA. In: FILOZOFIA, 1972
- Gaston Bachelard: Psychoanalýza ohňa. In: Slovenské pohľady. Roč. 87, č. 6, 1971, s. 136-138
- Filozof Dostojevskij. In: Slovenské pohľady. Roč. 87, č. 11, 1971, s. 37-42
- Filozofia starých Indov. In: Svet vedy. Roč. 18, č. 3, 1971, s. 126-130
- AL-FÁRÁBÍHO FILOZOFICKÉ TRAKTÁTY V RUŠTINE. In: FILOZOFIA, 1971
- A. SCHOPENHAUER V POĽSKEJ EDÍCII FILOZOFICKÝCH PORTRÉTOV. In: FILOZOFIA, 1971
- ZNAMENITÁ FILOZOFICKÁ BIBLIOGRAFIA. In: FILOZOFIA, 1971
- MARXISTICKÁ ANALÝZA FILOZOFICKÉHO DIELA AUROBINDA GHOŠA. In: FILOZOFIA, 1971
- ŠTÚDIA O ŽIVELNOSTI A UVEDOMELOSTI. In: FILOZOFIA, 1971
- Prekročiť básňou svet... : : (Poznámky k Hamadovej knihe Básnická transcendencia). In: Slovenské pohľady. Roč. 86, č. 7, 1970, s. 74-77
- Malá ukážka z veľkého mysliteľa. In: Slovenské pohľady. Roč. 86, č. 6, 1970, s. 113-115
- Vyšiel ďalší zväzok fiľozofickej anatolôgie. In: Slovenské pohľady. Roč. 86, č. 4, 1970, s. 137-138
- Kniha o fenomenológii a intersubjektivite. In: Slovenské pohľady. Roč. 86, č. 4, 1970, s. 135-137
- O jednom antropologickom východisku. In: Slovenské pohľady. Roč. 86, č. 2, 1970, s. 132-133
- ARTHUR SCHOPENHAUER A INDICKÁ FILOZOFIA. In: FILOZOFIA, 1970
- BHAGAVADGÍTÁ A JEJ KONCEPCIA ČLOVEKA. In: FILOZOFIA, 1970
- OD ECKHARTA PO HEIDEGGERA. In: FILOZOFIA, 1970
- Otázka viny. In: Slovenské pohľady. Roč. 85, č. 11, 1969, s. 143-144
- Filozofické štúdie J. L. Fischera. In: Slovenské pohľady. Roč. 85, č. 10, 1969, s. 153-154
- Fenomenológ o filozofickej prítomnosti. In: Slovenské pohľady. Roč. 85, č. 5, 1969, s. 138-140
- O filozofických aspektoch literárneho tvorenia. In: Slovenské pohľady. Roč. 85, č. 5, 1969, s. 135-136
- Útecha z filozofie. In: Slovenské pohľady. Roč. 85, č. 4, 1969, s. 146-147
- Buddhovo posolstvo dnešnému svetu. In: Slovenské pohľady. Roč. 85, č. 4, 1969, s. 141-143
- MÓHANDÁS KARAMČAND GÁNDHÍ. In: Svet vedy. Roč. 16, č. 3, 1969, s. 145-149
- CHÁPANIE ČLOVEKA V STAROINDICKOM MATERIALIZME. In: FILOZOFIA, 1969
- KNIHA O FILOZOFII A POLITIKE. In: FILOZOFIA, 1969
- VÝVIN ETICKO-ANTROPOLOGICKÝCH NÁZOROV V RANEJ FILOZOFII INDOV. In: FILOZOFIA, 1969
- ZAMYSLENIE NAD SVÄTÝM AUGUSTÍNOM. In: FILOZOFIA, 1968
- KONFERENCIA O HUMANISTICKOM VARIANTE TECHNICKEJ REVOLÚCIE. In: FILOZOFIA, 1968[22]